# Гай Сосій
Гай Сосій (лат. Gaius Sosius, ? — після 17 до н. е.) — політичний та військовий діяч пізньої Римської республіки, консул 32 року до н. е.

## Життєпис

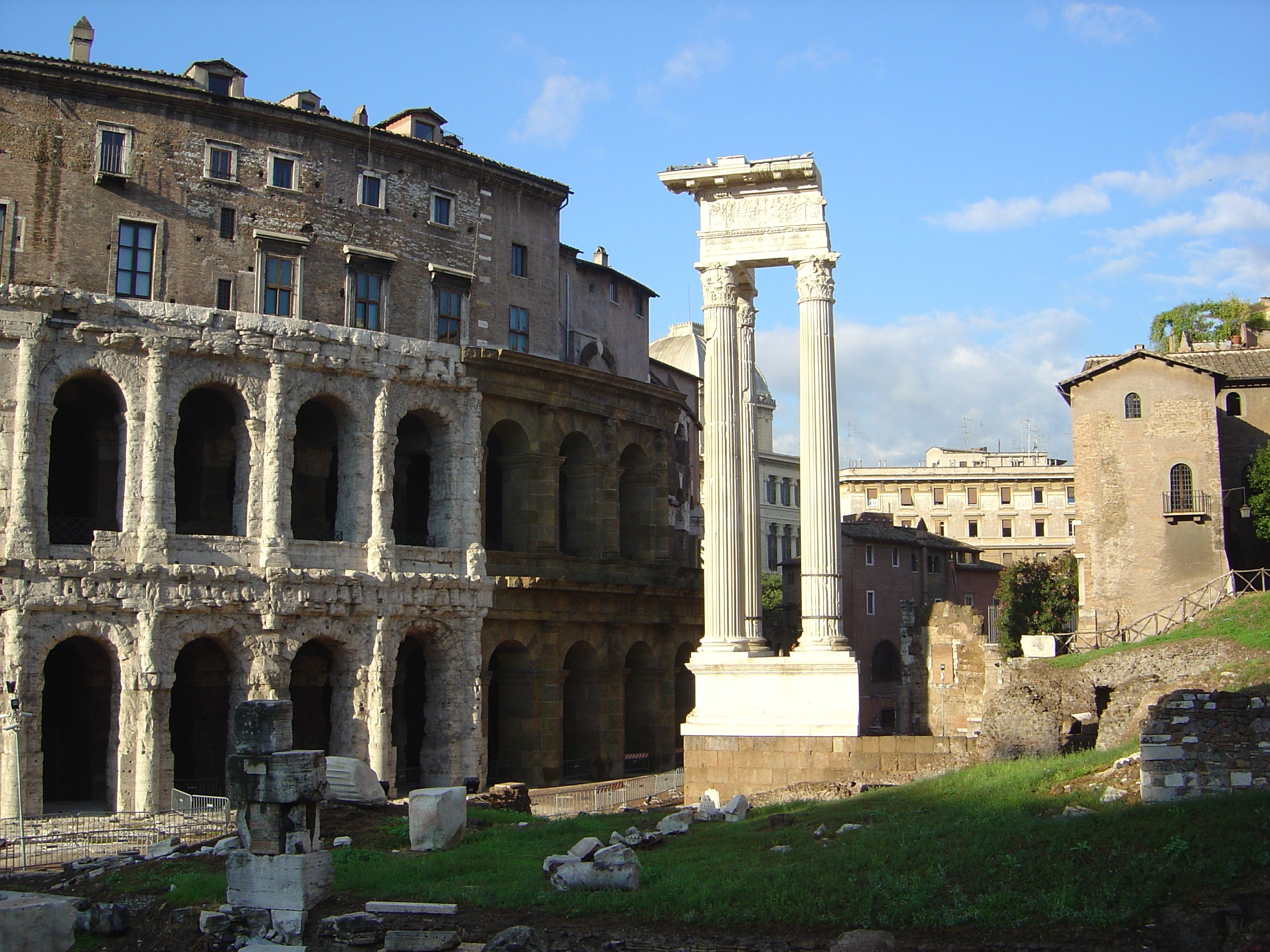
Храм Аполлона, добудований Гаєм Сосієм

Походив з роду вершників Сосіїв. Син Гая Сосія, претора 49 року до н. е. Був прихильником оптиматів. З початком у 49 році до н. е. громадянської війни між Гаєм Цезарем та Гнеєм Помпеєм підтримав останнього. Втім невдоволений нерішучими діями Помпея, не поїхав за ним до Греції, а повернувся до Риму. Тут зблизився з Марком Антонієм, втім не брав участі у битвах. 39 року до н. е. призначено квестором до Македонії з широкими повноваженнями.
У 38 році до н. е. отримав у керування провінцію Сирія. 37 року до н. е. відзначився у придушенні заворушень в Юдеї. Сосій змусив царя Ірода підтримати тріумвірів — Октавіана, Антонія та Лепіда. 34 року до н. е. гай Сосій отримав та відзначив тріумф у Римі. 33 року до н. е. став членом колегії квіндецемвірів.
У 32 році до н. е. його обрано консулом разом з Гнеєм Доміцієм Агенобарбом. Втім на початку року Сосій разом з Агенобарбом та 300 сенаторами залишив Рим й перебрався до Марка Антонія в Ефес. У війні між Октавіаном та Антонієм командував однією з частин флоту. Брав участь у битві при Акції у 31 році до н. е., де потрапив у полон. Отримав помилування завдяки клопотанню Луція Аррунція.
У 20 році до н. е. відновив храм Аполлона поблизу театра Марцелла. Останні відомості про Сосія датуються 17 роком до н. е., коли був оодин з організаторів Вікових ігор.

## Родина
- Сосія
- Сосія Галла